# Alain Ehrenberg
Alain Ehrenberg   (París, 4 de juny de 1950) és un sociòleg francès, conegut per la seva recerca sobre la depressió clínica. El seu treball se centra en la cultura contemporània de l'individualisme i la seva relació amb la salut mental. D'ençà del 2013 és el director del Centre Nacional de la Recerca Científica (CNRS) a París. De 1974 a 1977, Ehrenberg va ensenyar karate. També ha estat membre de nombrosos comitès científics i centres de recerca en salut mental, abús de substàncies i neurociència.

## Trajectòria
L'any 1972 va obtenir un màster en ciències de gestió a la Universitat París-Dauphine. Després es va traslladar a la Universitat París-Nanterre on es va formar en sociologia i economia. La seva tesi doctoral es va publicar el 1978 a Nanterre. Va escriure una segona tesi de sociologia el 1991, Thèse en sociologie (nouveau régime), a la Universitat Denis Diderot. El 1992 va rebre l'acreditació per a supervisar la recerca a l'École des hautes études en sciences sociales.
Després d'escriure la seva tesi doctoral l'any 1978, Ehrenberg es va interessar per les angoixes de l'individu en la societat contemporània, davant de l'exigència d'èxit, la necessitat d'autonomia i la pèrdua de senyals socials i sistemes de suport.
L'any 1994 Ehrenberg va fundar i codirigir el grup de recerca Psychotropics, Politics, Society (Centre de recherche Psychotropes, Santé mentale, Société, CESAMES), una unitat de recerca conjunta de la Universitat París Descartes i el CNRS, on Ehrenberg era professor de sociologia. El treball d'Ehrenberg se centra en l'èmfasi de l'individualisme en la cultura contemporània, vinculant-ho a treballs recents sobre depressió, salut mental i psicoanàlisi.

### La Fatigue d'être soi
El 1998 va publicar una obra rellevant sobre la depressió clínica, La Fatigue d'être soi, que va ser traduïda a sis idiomes, inclòs l'anglès (The Weariness of the Self, 2009). En aquest treball de filosofia social, Ehrenberg argumenta que la depressió no és només una malaltia, sinó el símptoma, no necessàriament d'una pressió de grup augmentada, sinó d'una transformació fonamental en la manera com els individus s'entenen a si mateixos. El 2015, el filòsof polític i estatunidenc Matthew Crawford va esmentar aquesta obra com un dels seus sis llibres preferits i va escriure que, segons Eherenberg, «la depressió ha substituït la culpa com la nostra aflicció psíquica definidora», derivada d'una sensació d'inadequació per a desenvolupar tot el nostre potencial, que ens impulsa a assolir la cultura occidental moderna.